# Eeliskerin Pohjakarit
Eeliskerin Pohjakarit är en ö i Finland. Den ligger i Skärgårdshavet och i kommunen Gustavs i den ekonomiska regionen  Nystadsregionen i landskapet Egentliga Finland, i den sydvästra delen av landet. Ön ligger omkring 62 kilometer väster om Åbo och omkring 210 kilometer väster om Helsingfors.
Öns area är 2,7 hektar och dess största längd är 260 meter i öst-västlig riktning.